# (506162) 2016 EX203
(506162) 2016 EX203 es un asteroide perteneciente al cinturón de asteroides descubierto por Spacewatch el 2 de abril de 2006 desde el Observatorio Nacional de Kitt Peak, Arizona, Estados Unidos.

## Desginación y nombre
Designado provisionalmente como 2016 EX203.

## Características orbitales
2016 EX203 está situado a una distancia media del Sol de 1.856 ua, pudiendo alejarse hasta 2.012 ua y acercarse hasta una distancia de 1.700 ua. Su excentricidad es de 0.147.

## Características físicas
La magnitud absoluta de 2016 EX203 es de 19,2. 